# 大分縣行政區劃
大分县是位於日本九州地方的一級行政區，本為豐後國與豐前國下毛郡、宇佐郡之地，1871年12月25日（明治四年十一月十四日）廢藩置縣時以豐後國之地設立大分縣、以豐前國之地設立小倉縣，1876年（明治九年）4月18日小倉縣併入福冈县，其中下毛郡、宇佐郡之地再於同年8月21日由福岡縣編入大分縣，遂基本形成大分縣現在的縣域。2020年（令和二年），大分縣共有人口1,123,852人，在各都道府縣中排第34名；面積6,340.70平方公里，在各都道府縣中排第22名；人口密度每平方公里177.2人，在各都道府縣中排第33名。
大分縣歷史上屬於豐前國的地區包括中津市（原下毛郡全境）、宇佐市（原宇佐郡的大部分範圍）與豐後高田市原屬宇佐郡封戶村水崎地區（原島原藩水崎村）的部分，其餘部分均屬於豐後國。大分縣在其轄域內設有6個振興局，其中佐伯市單獨設置一個振興局，而北部振興局完全涵蓋大分縣內屬於豐前國的地區。大分縣在昭和大合併與平成大合併期間均有大幅整併其下轄的市町村，使其下轄的市町村數量分別由195個驟降至67個，以及由58個驟降至18個。
大分縣現下轄14個市、3個町與1個村，共計18個二級行政區。大分縣內人口最多、人口密度最大的二級行政區劃是縣廳所在地、縣內惟一的中核市大分市，有475,614人、每平方公里有946.7人；面積最大的二級行政區劃是佐伯市，總面積903.14平方公里；人口最少、面積最小的二級行政區劃是姬島村，有1,725人、總面積6.99平方公里；人口密度最小的二級行政區劃則是九重町，每平方公里有31.5人。此外，大分縣另有3個郡，在3個町與1個村之上，但並無任何行政權力，實務上不被認為是一類行政區，而僅作為「地理名詞」。

## 地域與市町村關係表
下表列出大分縣各地域與市町村之間的關係，並以「#」標示各地域振興局的所在地，資料出自2023年（令和五年）7月《市町村手冊》。
| 地域 | 市町村                            |
| ---- | --------------------------------- |
| 中部 | 大分市#、臼杵市、津久見市、由布市 |
| 東部 | 別府市、杵築市、國東市#、日出町   |
| 北部 | 中津市、豐後高田市、宇佐市#       |
| 西部 | 日田市#、九重町、玖珠町           |
| 南部 | 佐伯市#                           |
| 豐肥 | 竹田市#、豐後大野市               |

## 市町村列表
下表列出大分縣及其轄下市町村的中文與日文名稱、最近廢置分合或編入、面積、人口、人口密度、旗幟、徽章、地圖等資料，並按照全國地方公共團體編號（JIS代碼）排序。其中，日文名稱（以振假名標註其讀音）、JIS代碼、面積、人口、人口密度等資料均出自2020年（令和二年）第21次國勢調查數據與國土交通省国土地理院公佈的全國都道府縣市區町村面積調查數據，面積單位為平方公里，人口單位為人，人口密度單位為人/平方公里；最近廢置分合或編入資訊如無另外註明，均出自2023年（令和五年）7月《市町村手冊》。
| 圖例                  |
| --------------------- |
| *：縣廳所在地暨中核市 |
| †：各數據最大值       |
| ‡：各數據最小值       |

| 名稱         | 名稱   | JIS    | 最近廢置分合或編入          | 最近廢置分合或編入                                                       | 人口      | 面積     | 人口 密度 | 旗幟   | 徽章   | 地圖   |
| 中文         | 日文   | JIS    | 時間                        | 具體更改                                                                 | 人口      | 面積     | 人口 密度 | 旗幟   | 徽章   | 地圖   |
| 大分縣       | 大分縣 | 大分縣 | 大分縣                      | 大分縣                                                                   | 大分縣    | 大分縣   | 大分縣    | 大分縣 | 大分縣 | 大分縣 |
| ------------ | ------ | ------ | --------------------------- | ------------------------------------------------------------------------ | --------- | -------- | --------- | ------ | ------ | ------ |
| 大分县       |        | 44000  | 1896年 （明治29年） 3月30日 | 福冈县上毛郡高濱村大字小祝山國川支流以東之地編入下毛郡中津町（今中津市） | 1,123,852 | 6,340.70 | 177.2     |        |        |        |
| 市部         |        |        |                             |                                                                          |           |          |           |        |        |        |
| 大分市 *     |        | 44201  | 2005年 （平成17年） 1月1日  | 野津原町、佐賀關町編入                                                   | 475,614 † | 502.39   | 946.7 †   |        |        |        |
| 別府市       |        | 44202  | 1965年 （昭和40年） 4月1日  | 與日出町大字平道的一部分、挾間町大字內成的一部分調整邊界                 | 115,321   | 125.34   | 920.1     |        |        |        |
| 中津市       |        | 44203  | 2005年 （平成17年） 3月1日  | 三光村、本耶馬溪町、耶馬溪町、山國町編入                                 | 82,863    | 491.44   | 168.6     |        |        |        |
| 日田市       |        | 44204  | 2005年 （平成17年） 3月22日 | 前津江村、中津江村、上津江村、大山町、天瀨町編入                         | 62,657    | 666.03   | 94.1      |        |        |        |
| 佐伯市       |        | 44205  | 2005年 （平成17年） 3月3日  | 上浦町、彌生町、本匠村、宇目町、直川村、鶴見町、米水津村、蒲江町併入     | 66,851    | 903.14 † | 74.0      |        |        |        |
| 臼杵市       |        | 44206  | 2005年 （平成17年） 1月1日  | 野津町併入                                                               | 36,158    | 291.20   | 124.2     |        |        |        |
| 津久見市     |        | 44207  | 1951年 （昭和26年） 4月1日  | 由津久見町、日代村、四浦村、保戶島村合併而成                             | 16,100    | 79.48    | 202.6     |        |        |        |
| 竹田市       |        | 44208  | 2005年 （平成17年） 4月1日  | 荻町、久住町、直入町併入                                                 | 20,332    | 477.53   | 42.6      |        |        |        |
| 豐後 高田市  |        | 44209  | 2005年 （平成17年） 3月31日 | 真玉町、香香地町併入                                                     | 22,112    | 206.24   | 107.2     |        |        |        |
| 杵築市       |        | 44210  | 2005年 （平成17年） 10月1日 | 大田村、山香町併入                                                       | 27,999    | 280.08   | 100.0     |        |        |        |
| 宇佐市       |        | 44211  | 2005年 （平成17年） 3月31日 | 院內町、安心院町併入                                                     | 52,771    | 439.05   | 120.2     |        |        |        |
| 豐後 大野市  |        | 44212  | 2005年 （平成17年） 3月31日 | 由三重町、清川村、緒方町、朝地町、大野町、千歲村、犬飼町合併而成         | 33,695    | 603.14   | 55.9      |        |        |        |
| 由布市       |        | 44213  | 2005年 （平成17年） 10月1日 | 由挾間町、庄內町、湯布院町合併而成                                       | 32,772    | 319.32   | 102.6     |        |        |        |
| 國東市       |        | 44214  | 2006年 （平成18年） 3月31日 | 由國見町、國東町、武藏町、安岐町合併而成                                 | 26,232    | 318.10   | 82.5      |        |        |        |
| 東國東郡（） |        |        |                             |                                                                          |           |          |           |        |        |        |
| 姬島村       |        | 44322  | 1889年 （明治22年） 4月1日  | 施行村制                                                                 | 1,725 ‡   | 6.99 ‡   | 246.8     |        |        |        |
| 速見郡（）   |        |        |                             |                                                                          |           |          |           |        |        |        |
| 日出町       |        | 44341  | 1956年 （昭和31年） 4月1日  | 南端村大字南畑的一部分編入                                               | 27,723    | 73.26    | 378.1     |        |        |        |
| 玖珠郡（）   |        |        |                             |                                                                          |           |          |           |        |        |        |
| 九重町       |        | 44461  | 1974年 （昭和49年） 12月1日 | 與玖珠町大字岩室的一部分調整邊界                                         | 8,541     | 271.37   | 31.5 ‡    |        |        |        |
| 玖珠町       |        | 44462  | 2019年 （令和元年） 10月1日 | 與中津市耶馬溪町大字金吉的一部分調整邊界                                 | 14,386    | 286.60   | 50.2      |        |        |        |